# Chisaka Takafusa
Chisaka Takafusa est un nom japonais traditionnel ; le nom de famille (ou le nom d'école), Chisaka, précède donc le prénom (ou le nom d'artiste).
Chisaka Takafusa (千坂高房, 1638-25 juin 1700) est un samouraï de haut rang au cours de l'époque d'Edo. Il est karō au domaine de Yonezawa dirigé par le clan Uesugi. Il est aussi connu sous le nom Chisaka Hyōbu (千坂兵部).
Bien qu'il meurt avant les événements liés aux 47 ronin, son personnage apparaît dans des fictions, dont le Daichūshingura (en) (1971) avec Toshirō Mifune. Il apparaît également dans le taiga drama Genroku Ryōran de la NHK en 1999.
Chisaka Takamasa, politicien et homme d'affaires de l'ère Meiji, est un descendant de Takafusa.

## Source
- (en) Cet article est partiellement ou en totalité issu de l’article de Wikipédia en anglais intitulé « Chisaka Takafusa » (voir la liste des auteurs).